# Power of Love
Power of Love (Originaltitel: Something to Talk About, Alternativtitel: The Game of Love) ist ein US-amerikanischer Spielfilm aus dem Jahr 1995. Der Regisseur war Lasse Hallström, die Hauptrollen spielten Julia Roberts und Dennis Quaid.
Der Film spielte in den Kinos in den USA ca. 50 Mio. US-Dollar ein und galt als finanziell erfolgreich.

## Handlung
Die in einer Kleinstadt lebende Grace King Bichon ertappt ihren Mann Eddie beim Seitensprung. Sie trennt sich von ihm und beginnt ein selbständiges Leben. Dabei wird sie von ihrer resoluten Schwester Emma Rae unterstützt, die nicht davor zurückschreckt, ihrem Schwager einen Tritt in die Genitalien zu verpassen. Grace bedauert es, wegen der Schwangerschaft ihr Studium der Veterinärmedizin nicht beendet zu haben, obwohl ihr nur noch ein Jahr fehlte.
Kurz vor einer Wohltätigkeitsveranstaltung in ihrem Wohnort wird Grace von einer ihrer Freundinnen angesprochen, die besorgt fragt, ob es denn ihre Affäre mit Eddie gewesen wäre, die Grace zu ihrer Entscheidung veranlasst habe. Daraufhin ergreift Grace in der anschließenden Versammlung das Wort und fragt die anwesenden Frauen, welche von ihnen noch den 'besonderen Service' in Anspruch genommen habe, mit Eddie geschlafen zu haben. Während man sie zu beruhigen versucht, plaudert sie die ihr bekannten Affären der anwesenden Freundinnen aus. Die Frauen verlassen fluchtartig den Saal.
Grace erfährt, dass sich auch die Ehe ihrer Eltern Wyly und Georgia King in einer Krise befindet. Georgia wirft Wyly aus dem gemeinsamen Haus, verzeiht ihm aber, nachdem dieser ein Springturnier verloren hat.
Schließlich entschließt sich Grace, ihr Studium zu beenden. Sie versöhnt sich mit Eddie.

## Kritiken
Dem Film wurde in Europa die Banalität der Handlung vorgeworfen. Die Kritiken in den USA fielen milder aus, u. a. wurde Julia Roberts für ihre Darstellung gelobt.

## Auszeichnungen
Kyra Sedgwick wurde für ihre Rolle für die Filmpreise Golden Globe und American Comedy Award nominiert.